# Desperados III
Desperados III es un videojuego de táctica de tiempo real desarrollado por Mimimi Games y publicados por THQ Nordic. Es el primer lanzamiento  en la serie desde el 2007 fuera del spin-off Helldorado, fue liberado el 16 de junio de 2020 para  Microsoft Windows, PlayStation 4 y Xbox One.